# Tournoi pré-olympique de l'UEFA 1986-1988, groupe E
Navigation
Groupe D
Cet article donne les résultats des matches du groupe E du tournoi pré-olympique de l'UEFA 1986-1988.

## Classement
| Rang | Équipe          | Pts | J | G | N | P | Bp | Bc | Diff |  | Résultats (▼ dom., ► ext.) |     |     |     |     |     |
| ---- | --------------- | --- | - | - | - | - | -- | -- | ---- |  | -------------------------- | --- | --- | --- | --- | --- |
| 1    | Yougoslavie     | 13  | 8 | 6 | 1 | 1 | 17 | 5  | +12  |  | Yougoslavie                |     | 1-0 | 4-0 | 2-1 | 5-0 |
| 2    | Tchécoslovaquie | 12  | 8 | 6 | 0 | 2 | 10 | 3  | +7   |  | Tchécoslovaquie            | 1-0 |     | 2-0 | 1-0 | 2-0 |
| 3    | Belgique        | 7   | 8 | 3 | 1 | 4 | 8  | 13 | -5   |  | Belgique                   | 2-2 | 0-2 |     | 2-3 | 1-0 |
| 4    | Autriche        | 4   | 8 | 2 | 0 | 6 | 7  | 11 | -4   |  | Autriche                   | 0-1 | 2-0 | 0-1 |     | 0-2 |
| 5    | Finlande        | 4   | 8 | 2 | 0 | 6 | 5  | 15 | -10  |  | Finlande                   | 1-2 | 0-2 | 0-2 | 2-1 |     |

## Détail des rencontres
| 14 octobre 1986    | Finlande | 0 - 2   | Belgique | Ratinan stadion Tampere, Finlande                |                                                  |
| 19:00 heure locale | | (0 - 0) | Degryse 57e · Thans 65e (pen.) | Spectateurs : 878 Arbitrage : Michał Listkiewicz | Spectateurs : 878 Arbitrage : Michał Listkiewicz |
| 19:00 heure locale | Rapport |         | | Spectateurs : 878 Arbitrage : Michał Listkiewicz | Spectateurs : 878 Arbitrage : Michał Listkiewicz |
| 19:00 heure locale | Korhonen (fi) - Hännikäinen (fi) ( 65e Lius), Holmgren (en), Vuorinen (fi), Laaksonen (fi) - Rinne (nl), Juntunen (fi) ( 46e Jalasvaara (fi)), Boström (en) - Paatelainen, Myyry (en), Niinimäki | Équipes | Vande Walle - Schoofs, Aussems, Wégria, Quaranta - Creve ( 70e Quain), Janssen , Thans, Beugnies - Degryse, Goossens ( 87e Van Damme) | Spectateurs : 878 Arbitrage : Michał Listkiewicz | Spectateurs : 878 Arbitrage : Michał Listkiewicz |

| 29 octobre 1986    | Tchécoslovaquie | 2 - 0   | Belgique | Stadion Juliska Prague, Tchécoslovaquie            |                                                    |
| 20:00 heure locale | Herda 51e 60e | (0 - 0) | | Spectateurs : 1 000 Arbitrage : Kurt Röthlisberger | Spectateurs : 1 000 Arbitrage : Kurt Röthlisberger |
| 20:00 heure locale | Rapport |         | | Spectateurs : 1 000 Arbitrage : Kurt Röthlisberger | Spectateurs : 1 000 Arbitrage : Kurt Röthlisberger |
| 20:00 heure locale | Stejskal - Bielik, Kadlec, Kocian , Fieber, Janů (en) - Herda, Kula (cs), Belák (cs) ( 87e Lavička (en)), Siva (cs) ( 49e Čabala (de)) - Skuhravý | Équipes | Bodart - Schoofs, Wégria , Aussems, Quaranta - Creve, Janssen , Thans, Beugnies - Degryse ( 67e Abeels), Goossens | Spectateurs : 1 000 Arbitrage : Kurt Röthlisberger | Spectateurs : 1 000 Arbitrage : Kurt Röthlisberger |

| 18 novembre 1986 | Belgique                    | 2 - 3 | Autriche                                        | Stade olympique Anvers, Belgique                |                                                 |
| | Beugnies 15e · Goossens 19e | (2 - 1) | Zsak 37e · Spielmann (en) 44e · Werner (en) 63e | Spectateurs : 1 000 Arbitrage : Claude Bouillet | Spectateurs : 1 000 Arbitrage : Claude Bouillet |
| | Rapport                     | |                                                 | Spectateurs : 1 000 Arbitrage : Claude Bouillet | Spectateurs : 1 000 Arbitrage : Claude Bouillet |
| Bodart - Wégria, Broeckaert, De Sart, Gorez - Creve ( 77e De Nil), Quain, Thans, Beugnies ( 72e Abeels) - Degryse , Goossens | Équipes                     | Wohlfahrt - Piesinger (en), Frind (en), Garger (en) , Feirer - Linzmaier, Webora ( 65e Reisinger), Zsak, Werner (en) - Roscher (en) ( 46e Marko (en)), Spielmann (en) |                                                 | Spectateurs : 1 000 Arbitrage : Claude Bouillet | Spectateurs : 1 000 Arbitrage : Claude Bouillet |

| 14 avril 1987 | Autriche                                | 2 - 0 | Tchécoslovaquie | Stadion Lehen (en) Salzbourg, Autriche               |                                                      |
| | Werner (en) 23e (pen.) · Marko (en) 36e | (2 - 0) |                 | Spectateurs : 5 600 Arbitrage : Georgios Koukoulakis | Spectateurs : 5 600 Arbitrage : Georgios Koukoulakis |
| | Rapport                                 | |                 | Spectateurs : 5 600 Arbitrage : Georgios Koukoulakis | Spectateurs : 5 600 Arbitrage : Georgios Koukoulakis |
| Wohlfahrt - Piesinger (en), Frind (en), Garger (en) - Weinhofer (en) , Linzmaier, Zsak, Idl (de), Werner (en) ( 88e Heraf) - Ogris, Marko (en) ( 68e Rodax) | Équipes                                 | Stejskal - Janů (en), Kocian, Jeslínek (en) , Fieber, Staš (cs) ( 68e Pavlík (cs)) - Herda, Belák (cs), Lavička (en), Siva (cs) - Hýravý ( 46e Kula (cs)) |                 | Spectateurs : 5 600 Arbitrage : Georgios Koukoulakis | Spectateurs : 5 600 Arbitrage : Georgios Koukoulakis |

| 12 mai 1987 | Finlande                       | 2 - 1 | Autriche       | Porin stadion Pori, Finlande                        |                                                     |
| | Myyry (en) 13e · Niinimäki 21e | (2 - 0) | Marko (en) 90e | Spectateurs : 3 912 Arbitrage : Håkan Lundgren (hu) | Spectateurs : 3 912 Arbitrage : Håkan Lundgren (hu) |
| | Rapport                        | |                | Spectateurs : 3 912 Arbitrage : Håkan Lundgren (hu) | Spectateurs : 3 912 Arbitrage : Håkan Lundgren (hu) |
| Laukkanen (en) - Hännikäinen (fi), Sulonen (nl), Holmgren (en), Laaksonen (fi) - Rinne (nl), Boström (en), Myyry (en), Mäkelä (en) - Lius ( 75e Kanerva), Niinimäki ( 68e Paatelainen) | Équipes                        | Wohlfahrt - Sperr, Frind (en), Garger (en), Piesinger (en) - Linzmaier, Zsak, Roth ( 46e Heraf), Idl (de) - Marko (en), Ogris |                | Spectateurs : 3 912 Arbitrage : Håkan Lundgren (hu) | Spectateurs : 3 912 Arbitrage : Håkan Lundgren (hu) |

| 3 juin 1987 | Autriche | 0 - 1 | Yougoslavie | Stadion Graz-Liebenau Graz, Autriche       |                                            |
| |          | (0 - 1) | Tuce 45e    | Spectateurs : 4 500 Arbitrage : David Syme | Spectateurs : 4 500 Arbitrage : David Syme |
| Wohlfahrt - Piesinger (en), Frind (en), Garger (en), Feirer - Linzmaier, Zsak , Werner (en), Idl (de) ( 46e Steinbauer (en)) - Rodax ( 70e Knaller (de)), Marko (en) | Équipes  | Ravnić (en) - Šabanadžović, Jozić , Janevski, Vulić, Smajić - Stojković, Katanec, Savevski (en) - Mihajlović, Tuce |             | Spectateurs : 4 500 Arbitrage : David Syme | Spectateurs : 4 500 Arbitrage : David Syme |

| 10 juin 1987 | Finlande | 0 - 2 | Tchécoslovaquie           | Äänekosken Urheilupuisto Äänekoski, Finlande              |                                                           |
| |          | (0 - 1) | Skuhravý 43e · Fieber 59e | Spectateurs : 1 511 Arbitrage : Guðmundur Haraldsson (hu) | Spectateurs : 1 511 Arbitrage : Guðmundur Haraldsson (hu) |
| | Rapport  | |                           | Spectateurs : 1 511 Arbitrage : Guðmundur Haraldsson (hu) | Spectateurs : 1 511 Arbitrage : Guðmundur Haraldsson (hu) |
| Laukkanen (en) - Hännikäinen (fi), Mäkelä (en), Sulonen (nl), Laaksonen (fi) - Rinne (nl), Myyry (en) ( 60e Törnvall (fi)), Tauriainen (nl) ( 46e Niinimäki), Boström (en) - Lius, Paatelainen | Équipes  | Stejskal - Bielik, Kadlec, Kocian, Fieber, Janů (en) - Herda, Lavička (en), Siva (cs) ( 85e Belák (cs)) - Skuhravý, Moravčík ( 67e Korejčík (en)) |                           | Spectateurs : 1 511 Arbitrage : Guðmundur Haraldsson (hu) | Spectateurs : 1 511 Arbitrage : Guðmundur Haraldsson (hu) |

| 26 août 1987 | Yougoslavie                        | 2 - 1 | Autriche      | Stadion Ljudski vrt Maribor, Yougoslavie                  |                                                           |
| | Stojković 16e (pen.) · Katanec 56e | (1 - 0) | Perstling 57e | Spectateurs : 7 000 Arbitrage : Joaquín Ramos Marcos (es) | Spectateurs : 7 000 Arbitrage : Joaquín Ramos Marcos (es) |
| | Rapport                            | |               | Spectateurs : 7 000 Arbitrage : Joaquín Ramos Marcos (es) | Spectateurs : 7 000 Arbitrage : Joaquín Ramos Marcos (es) |
| Ivković - Marović , Vulić, Janevski - Stojković, Katanec ( 74e Ćurić (en)), Đurović (en) , Smajić - Tuce, Kajtaz (en), Mihajlović | Équipes                            | Wohlfahrt - Frind (en) ( 63e Piesinger (en)), Pecl, Garger (en), Feirer - Linzmaier, Zsak , Artner, Schinkels (en) - Ogris ( 60e Drabits (en)), Perstling |               | Spectateurs : 7 000 Arbitrage : Joaquín Ramos Marcos (es) | Spectateurs : 7 000 Arbitrage : Joaquín Ramos Marcos (es) |

| 2 septembre 1987 | Yougoslavie       | 5 - 0 | Finlande | Gradski stadion Banja Luka, Yougoslavie |                        |
| | Mihajlović · Tuce | (4 - 0) |          | Arbitrage : Vadim Zhuk                  | Arbitrage : Vadim Zhuk |
| | Rapport           | |          | Arbitrage : Vadim Zhuk                  | Arbitrage : Vadim Zhuk |
| Ravnić (en) - Cupan (en), Vulić, Janevski, Cvetković (en) - Đurović (en), Savićević, Asanović - Tuce ( Ćurić (en)), Kajtaz (en), Mihajlović | Équipes           | Laukkanen (en) - Putkonen (fi) , Mäkelä (en), Holmgren (en), Laaksonen (fi) - Rinne (nl) , Alatensiö (en), Boström (en) ( 65e Paavola), Myyry (en) - Lius, Niinimäki ( 46e Paatelainen) |          | Arbitrage : Vadim Zhuk                  | Arbitrage : Vadim Zhuk |

| 23 septembre 1987 | Tchécoslovaquie           | 2 - 0 | Finlande | Mestský štadión Dunajská Streda, Tchécoslovaquie |                                                |
| | Moravčík 31e · Drulák 48e | (1 - 0) |          | Spectateurs : 4 008 Arbitrage : Charles Gilson   | Spectateurs : 4 008 Arbitrage : Charles Gilson |
| | Rapport                   | |          | Spectateurs : 4 008 Arbitrage : Charles Gilson   | Spectateurs : 4 008 Arbitrage : Charles Gilson |
| Stejskal - Kapko (en) ( 79e Ekhardt (en)), Kocian, Staš (cs), Fieber - Pavlík (cs), Janů (en) , Čabala (de), Moravčík ( 72e Majoroš (cs)) - Drulák, Skuhravý | Équipes                   | Laukkanen (en) - Kanerva, Mäkelä (en), Sulonen (nl), Putkonen (fi) - Rinne (nl) , Holmgren (en), Tiainen (en), Alatensiö (en) - Lius ( 81e Myyry (en)), Paavola ( 65e Tarkkio) |          | Spectateurs : 4 008 Arbitrage : Charles Gilson   | Spectateurs : 4 008 Arbitrage : Charles Gilson |

| 24 septembre 1987  | Belgique | 2 - 2   | Yougoslavie | Stade du Mambourg Charleroi, Belgique         |                                               |
| 20:00 heure locale | Severeyns 6e 74e | (1 - 0) | Savićević ?? · Kajtaz (en) ?? | Spectateurs : 3 000 Arbitrage : Franz Gächter | Spectateurs : 3 000 Arbitrage : Franz Gächter |
| 20:00 heure locale | Rapport |         | | Spectateurs : 3 000 Arbitrage : Franz Gächter | Spectateurs : 3 000 Arbitrage : Franz Gächter |
| 20:00 heure locale | Bodart - Kimoni, Albert , De Sart, Gorez - Emmers ( 76e Karagiannis), Quain, Versavel - Christiaens, Nilis ( 50e Van Baekel), Severeyns | Équipes | Ivković - Šabanadžović, Marović, Krivokapić, Janevski, Kasalo (en) - Stevanović (en) ( Janković (en)), Đurović (en), Savićević ( Karabeg (en)) - Kajtaz (en), Mihajlović | Spectateurs : 3 000 Arbitrage : Franz Gächter | Spectateurs : 3 000 Arbitrage : Franz Gächter |

| 7 octobre 1987     | Belgique | 0 - 2   | Tchécoslovaquie | Regenboogstadion Waregem, Belgique           |                                              |
| 20:00 heure locale | | (0 - 1) | Staš (cs) 44e · Skuhravý 78e | Spectateurs : 2 000 Arbitrage : Kenneth Hope | Spectateurs : 2 000 Arbitrage : Kenneth Hope |
| 20:00 heure locale | Rapport |         | | Spectateurs : 2 000 Arbitrage : Kenneth Hope | Spectateurs : 2 000 Arbitrage : Kenneth Hope |
| 20:00 heure locale | Bodart - Kimoni, Dekenne, Gorez ( 46e De Sart), Albert - De Wilde ( 75e Quain), Karagiannis, Van Baekel - Mbuyu, Nilis, Christiaens | Équipes | Stejskal - Bielik, Kadlec, Kocian, Fieber - Janů (en), Pavlík (cs), Staš (cs) ( 82e Siva (cs)), Moravčík - Drulák ( 73e Korejčík (en)), Skuhravý | Spectateurs : 2 000 Arbitrage : Kenneth Hope | Spectateurs : 2 000 Arbitrage : Kenneth Hope |

| 28 octobre 1987 | Tchécoslovaquie | 1 - 0 | Yougoslavie | Stadion Letná Prague, Tchécoslovaquie               |                                                     |
| | Skuhravý 87e    | (0 - 0) |             | Spectateurs : 2 500 Arbitrage : Jean-Marie Lartigot | Spectateurs : 2 500 Arbitrage : Jean-Marie Lartigot |
| | Rapport         | |             | Spectateurs : 2 500 Arbitrage : Jean-Marie Lartigot | Spectateurs : 2 500 Arbitrage : Jean-Marie Lartigot |
| Stejskal - Bielik, Kocian, Kadlec, Fieber - Pavlík (cs) ( 73e Staš (cs)), Janů (en), Čabala (de), Moravčík - Drulák ( 57e Siva (cs)), Skuhravý | Équipes         | Radača (en) - Cupan (en), Vulić, Kasalo (en), Janevski - Stevanović (en) ( 84e Vasilijević), Savićević, Brnović , Asanović - Batrović (en) ( 79e Đukić), Jurić (en) |             | Spectateurs : 2 500 Arbitrage : Jean-Marie Lartigot | Spectateurs : 2 500 Arbitrage : Jean-Marie Lartigot |

| 28 octobre 1987    | Belgique | 1 - 0   | Finlande | Stade Jules Georges Liège, Belgique                  |                                                      |
| 20:00 heure locale | Schoofs 67e | (0 - 0) | | Spectateurs : 3 200 Arbitrage : Edgar Azzopardi (nl) | Spectateurs : 3 200 Arbitrage : Edgar Azzopardi (nl) |
| 20:00 heure locale | Rapport |         | | Spectateurs : 3 200 Arbitrage : Edgar Azzopardi (nl) | Spectateurs : 3 200 Arbitrage : Edgar Azzopardi (nl) |
| 20:00 heure locale | Bodart - Kimoni ( 46e Schoofs), Plovie, De Sart, Albert - Emmers, Gorez , Boffin - Wilmots, Van der Linden, Mbuyu ( 83e Severeyns) | Équipes | Laukkanen (en) - Kanerva ( 75e Vuorela (nl)), Ikävalko (fi), Holmgren (en), Rissanen (nl), Mäkelä (en) - Törnvall (fi) ( 60e Alatensiö (en)), Tiainen (en), Myyry (en) - Lius, Tauriainen (nl) | Spectateurs : 3 200 Arbitrage : Edgar Azzopardi (nl) | Spectateurs : 3 200 Arbitrage : Edgar Azzopardi (nl) |

| 11 novembre 1987   | Autriche | 0 - 1   | Belgique | Linzer Stadion Linz, Autriche                    |                                                  |
| 18:30 heure locale | | (0 - 0) | Boffin 72e | Spectateurs : 1 600 Arbitrage : Gordon Hill (en) | Spectateurs : 1 600 Arbitrage : Gordon Hill (en) |
| 18:30 heure locale | Rapport |         | | Spectateurs : 1 600 Arbitrage : Gordon Hill (en) | Spectateurs : 1 600 Arbitrage : Gordon Hill (en) |
| 18:30 heure locale | Wohlfahrt - Frind (en), Schöttel, Sperr, Artner - Linzmaier, Werner (en), Stöger ( 46e Kern (en)), Schinkels (en) - Ogris ( 67e Perstling), Rodax | Équipes | Bodart - Schoofs, Karagiannis, De Sart, Albert - Emmers, Quain, Boffin ( 88e Versavel) - Christiaens, Peetermans, Wilmots ( 46e Severeyns) | Spectateurs : 1 600 Arbitrage : Gordon Hill (en) | Spectateurs : 1 600 Arbitrage : Gordon Hill (en) |

| 2 décembre 1987    | Yougoslavie | 4 - 0   | Belgique | Gradski stadion Petrinja, Yougoslavie               |                                                     |
| 13:00 heure locale | Savićević · Jurić (en) · Jozić | (2 - 0) | | Spectateurs : 5 000 Arbitrage : Werner Föckler (de) | Spectateurs : 5 000 Arbitrage : Werner Föckler (de) |
| 13:00 heure locale | Rapport |         | | Spectateurs : 5 000 Arbitrage : Werner Föckler (de) | Spectateurs : 5 000 Arbitrage : Werner Föckler (de) |
| 13:00 heure locale | Radača (en) - Jozić, Kasalo (en), Krivokapić, Janevski ( Prosinečki) - Katanec, Smajić, Brnović , Savićević - Jakovljević, Jurić (en) ( Kajtaz (en)) | Équipes | Bodart - Emmers, Plovie , De Sart , Emmerechts - Versavel , De Wilde, Peetermans, Boffin - Van der Linden , Severeyns ( 46e Wilmots) | Spectateurs : 5 000 Arbitrage : Werner Föckler (de) | Spectateurs : 5 000 Arbitrage : Werner Föckler (de) |

| 12 avril 1988 | Tchécoslovaquie | 1 - 0 | Autriche | Štadión pod Zoborom Nitra, Tchécoslovaquie     |                                                |
| | Daněk 77e       | (0 - 0) |          | Spectateurs : 7 617 Arbitrage : George Ionescu | Spectateurs : 7 617 Arbitrage : George Ionescu |
| | Rapport         | |          | Spectateurs : 7 617 Arbitrage : George Ionescu | Spectateurs : 7 617 Arbitrage : George Ionescu |
| Stejskal - Bielik, Kadlec, Kocian, Fieber - Bílek, Staš (cs) ( 60e Hýravý), Čabala (de), Moravčík - Siva (cs), Skuhravý ( 68e Daněk) | Équipes         | Konsel - Russ, Schöttel, Pecl, Pfeffer - Artner , Zsak, Werner (en), Kern (en) ( 66e Glatzmayer) - Marko (en) , Rodax ( 7e Hasenhüttl) |          | Spectateurs : 7 617 Arbitrage : George Ionescu | Spectateurs : 7 617 Arbitrage : George Ionescu |

| 27 avril 1988 | Yougoslavie   | 1 - 0 | Tchécoslovaquie | Gradski stadion Petrinja, Yougoslavie          |                                                |
| | Cvetković 51e | (0 - 0) |                 | Spectateurs : 6 000 Arbitrage : Alexeï Spirine | Spectateurs : 6 000 Arbitrage : Alexeï Spirine |
| | Rapport       | |                 | Spectateurs : 6 000 Arbitrage : Alexeï Spirine | Spectateurs : 6 000 Arbitrage : Alexeï Spirine |
| Radača (en) - Jozić , Đurović (en) ( 71e Spasić), Krivokapić, Marović - Stojković, Katanec, Nikolić , Savićević - Jakovljević, Cvetković ( 90e Petrić (en)) | Équipes       | Stejskal - Bielik, Kadlec, Kocian, Fieber - Bílek , Hýravý , Staš (cs) ( 64e Drulák) , Moravčík - Siva (cs) ( 70e Skuhravý), Daněk |                 | Spectateurs : 6 000 Arbitrage : Alexeï Spirine | Spectateurs : 6 000 Arbitrage : Alexeï Spirine |

| 18 mai 1988 | Finlande    | 1 - 2 | Yougoslavie               | Mikkelin Urheilupuisto (en) Mikkeli, Finlande    |                                                  |
| | Nikkilä 12e | (1 - 1) | Savićević 38e · Binić 47e | Spectateurs : 1 500 Arbitrage : Einar Halle (en) | Spectateurs : 1 500 Arbitrage : Einar Halle (en) |
| Palmroos (fi) - Hännikäinen (fi), Ikävalko (fi), Sulonen (nl), Putkonen (fi) - Rinne (nl), Kallio (fi) ( 53e Valla (fi)), Alatensiö (en), Paavola - Lius, Nikkilä ( 75e Puustinen (en)) | Équipes     | Radača (en) - Krivokapić, Marović, Petrić (en), Kasalo (en) - Katanec, Brnović , Boban, Savićević ( Spasić) - Jakovljević, Binić |                           | Spectateurs : 1 500 Arbitrage : Einar Halle (en) | Spectateurs : 1 500 Arbitrage : Einar Halle (en) |

| 31 mai 1988 | Autriche | 0 - 2 | Finlande               | Lavanttal-Arena Wolfsberg, Autriche                |                                                    |
| |          | (0 - 0) | Nikkilä 64e · Lius 90e | Spectateurs : 4 100 Arbitrage : Michel Girard (nl) | Spectateurs : 4 100 Arbitrage : Michel Girard (nl) |
| Konsel - Schöttel, Sperr ( 46e Sauseng), Pfeffer - Artner , Zsak, Madlener (de), Russ, Heraf ( 56e Werner (en)) - Rodax, Hasenhüttl | Équipes  | Laukkanen (en) - Hännikäinen (fi), Ikävalko (fi), Vuorinen (fi), Putkonen (fi), Holmgren (en) - Aaltonen (en), Myyry (en), Alatensiö (en) ( 68e Rinne (nl)) - Nikkilä ( 79e Lius), Paatelainen |                        | Spectateurs : 4 100 Arbitrage : Michel Girard (nl) | Spectateurs : 4 100 Arbitrage : Michel Girard (nl) |